# Diego Claudino da Silva
Diego Claudino da Silva (* 26. März 1993 in Recife), auch bekannt als Diego Silva, ist ein brasilianischer Fußballspieler.

## Karriere
Diego Silva erlernte das Fußballspielen in der Jugend von Náutico Capibaribe im brasilianischen Recife. Hier unterschrieb er im Januar 2013 seinen ersten Vertrag. Der Verein spielte in der ersten Liga, der Campeonato Brasileiro de Futebol. In seiner ersten Spielzeit bestritt er sechs Erstligaspiele. Am Ende der Saison 2013 musste er mit dem Klub den Weg in die Zweitklassigkeit antreten. Im Februar 2016 wechselte er zum FC Santos. Hier kam er in der U23-Mannschaft zum Einsatz. Im Juli 2017 ging er nach Europa. Hier unterschrieb er in Portugal einen Vertrag beim Zweitligisten Nacional Funchal. Am Ende der Saison 2027/18 feierte er mit dem Verein aus Funchal auf Madeira die Zweitligameisterschaft und den Aufstieg in die erste Liga. Für Funchal bestritt er drei Zweitligaspiele. Im August 2018 kehrte er in seine Heimat zurück. Hier spielte er bis Mitte 2024 für Salgueiro AC, Náutico Capibaribe, Retrô FC Brasil, Uberlândia EC, Guarany SC, Nação Esportes FC, Alagoinhas AC, Campinense Clube, AA Portuguesa und Clube Sociedade Esportiva. 2019 wurde er mit Náutico Capibaribe Meister der dritten Liga und stieg in die zweite Liga auf. Mitte Juli 2024 zog es ihn nach Asien. Hier unterschrieb er in Thailand einen Vertrag beim Erstligisten Rayong FC. Nach einer Spielzeit, in der er 17 Ligaspiele bestritt, wurde sein Vertrag im Sommer 2025 nicht verlängert.

## Erfolge
Nacional Funchal
- Portugiesischer Zweitligameister: 2027/18  ▲

Náutico Capibaribe
- Brasilianischer Drittligameister: 2019  ▲